# Óscar López Hernández
Pour les articles homonymes, voir Óscar López, López et Hernández.
 (novembre 2014).
Si vous disposez d'ouvrages ou d'articles de référence ou si vous connaissez des sites web de qualité traitant du thème abordé ici, merci de compléter l'article en donnant les références utiles à sa vérifiabilité et en les liant à la section « Notes et références ».
Óscar López Hernández, plus connu comme Óscar López, né le 11 mai 1980 à Cerdanyola del Vallès (province de Barcelone), est un footballeur espagnol qui joue au poste de défenseur latéral.

## Biographie
Óscar López est issu de La Masia, le centre de formation du FC Barcelone. Après être passé par le FC Barcelone C et le FC Barcelone B, il débute en équipe première sous les ordres de l'entraîneur Radomir Antić face au Recreativo de Huelva en 2003 (résultat, 3 à 1). 
Óscar López est recruté par la Lazio de Rome en 2004. Il joue 14 matchs en Serie A, 2 en Coupe d'Italie et 3 en Ligue des champions.
Il est prêté au Real Betis en 2005, club avec lequel il affronte le FC Barcelone en Supercoupe d'Espagne. Avec le Betis, il joue aussi la Ligue des champions et la Coupe UEFA.
Lors des saisons 2006-2007 et 2007-2008, Óscar López est prêté au Gimnàstic de Tarragona. 
Il joue ensuite au CD Numancia à partir de janvier 2010.
En décembre 2011, il est recruté par le club néerlandais de Go Ahead Eagles.